# 637 (numero)
Seicentotrentasette è il numero naturale dopo il 636 e prima del 638.

## Proprietà matematiche
- È un numero dispari.
- È un numero composto, con i seguenti 6 divisori: 1, 7, 13, 49, 91, 637. Poiché la somma dei suoi divisori (escluso il numero stesso) è 161 < 637, è un numero difettivo.
- È un numero decagonale e un numero 32-gonale.
- È un numero palindromo e un numero a cifra ripetuta nel sistema di numerazione posizionale a base 9 (777).
- È un numero ondulante nel sistema posizionale a base 3 (212121).
- È un numero felice.
- È un numero colombiano nel sistema numerico decimale.
- È un numero congruente.
- È parte delle terne pitagoriche (245, 588, 637), (420, 637, 763), (637, 1116, 1285), (637, 2184, 2275), (637, 4116, 4165), (637, 15600, 15613), (637, 28980, 28987), (637, 202884, 202885).

## Astronomia
- 637 Chrysothemis è un asteroide della fascia principale del sistema solare.
- NGC 637 è un ammasso aperto della costellazione di Cassiopea.

## Astronautica
- Cosmos 637 è un satellite artificiale russo.